# Guillaume al II-lea de Dampierre
Guillaume al II-lea de Dampierre (în germană Wilhelm II. von Dampierre; n. 1196 – d. 3 septembrie 1231) a fost senior de Dampierre de la anul 1216 până la moarte.

## Biografie
Guillaume a fost fiul lui Guy al II-lea de Dampierre, conetabil de Champagne, cu Matilda de Bourbon.
Fratele său, Archambaud al VIII-lea, a moștenit Bourbon, în vreme ce Guillaume a primit Dampierre. A fost căsătorit cu contesa Margareta a II-a de Flandra și de Hainaut, devenind astfel din 1223 regent al Flandrei până la moarte.
Guillaume și Margareta au avut patru copii, dintre care primii doi au participat la Războiul de succesiune pentru Flandra și Hainaut:
- Guillaume, conte de Flandra (ca Guillaume al III-lea) și senior de Courtrai;.
- Guy, conte de Flandra și marchiz de Namur;
- Ioan, senior de Dampierre, viconte de Troyes și conetabil de Champagne;
- Ioana, căsătorită în 1239 cu Ugo al III-lea de Rethel, și din 1243 cu contele Theobald al II-lea de Bar.